# Bdellodes multicia
Bdellodes multicia är en plattmaskart som beskrevs av Warren T. Atyeo 1963. Bdellodes multicia ingår i släktet Bdellodes och familjen Bdellouridae. Inga underarter finns listade i Catalogue of Life.